# Tito Ânio Papiano Milão
Tito Ânio Papiano Milão (em latim: Titus Annius Papianus Milo; Lanúvio, c. 95 a.C. - Compsa, 48 a.C.) foi um político romano da etapa final da República Romana. Ele era da gente Pápia, uma casa ilustre, de origem plebeia, e representada por vários cônsules, porém foi adotado por seu avô materno.

## Carreira
Segundo Ascônio, foi questor. Depois, foi tribuno da plebe e apoiou a causa de Cícero a pedido de Pompeu, que prometeu-lhe o consulado. Ele teve o apoio de seus colegas Públio Sêxtio, Tito Fádio, Mânio Cúrio, Caio Sextílio, Marco Císpio, Quinto Fabrício e Caio Mesênio. Os outros dois que favoreceram Sexto Arrílio foram Serrano Gaviano e Quinto Numério Graco, eram ligados à facção de Públio Clódio Pulcro. Também foi Pretor e casou-se com Fausta Cornélia, filha de Lúcio Cornélio Sula.
Notabilizou-se por organizar grupos violentos que enfrentassem os grupos de Públio Clódio Pulcro a fim de favorecer os interesses de Pompeu. Tais grupos eram compostos escravos, pequenos bandidos contratados e gladiadores. Esses confrontos aconteceram nas ruas romanas entre 57 a.C. e 52 a.C.. Tito Milão é, por conta disso, apontado tanto como um sintoma quanto como uma causa da degradação das instituições republicanas de Roma.
Em 53 a.C. Milão cadidatou-se ao Consulado romano, mesmo sem o apoio que esperava de Pompeu. Clódio era candidato a Pretor. Os grupos de ambos se chocaram com tamanha violência que levaram a uma desordem generalizada e à não realização das eleições devido ao excessivo número de vetos exercidos por parte de tribunos.
No início de 52 a.C., Milão e Clódio encontram-se junto com seus grupos armados na Via Ápia, entrando em conflito. Desse conflito, resultou o assassinato de Clódio. Os apoiadores de Clódio levaram seu corpo até a Cúria Hostília e o queimaram. Milão buscou fazer com que a opinião pública ficasse a seu lado, utilizando-se de Pompeu. Seus planos foram frustrados pelo tratamento que Pompeu lhe dispensou, não apenas negando-se até a recebê-lo, mas articulando para que Milão fosse processado e punido. Pompeu, tornado consul solo (as eleições não haviam ocorrido), reestabeleceu a ordem e aprovou uma lei contra propina e violência eleitoral na qual enquadrou Milão.

## Julgamento e exílio
Mesmo com a defesa de Cícero e Marco Célio Rufo, Milão acabou sendo condenado. Um testemunho apresentado o descreveu como um assassino a sangue frio, fazendo com que os apoiadores de Clódio na platéia se enfurecessem e pressionassem os presentes. Até mesmo Cícero foi pressionado por esse grupo, não terminando seu discurso de defesa ou não conseguindo apresentá-lo com sua habilidade característica. Os votos acabaram sendo 38 a 13 pela condenação.

Milão exilou-se em Massilia, sendo condenado in absentia em outros processos. Em 48 a.C., uniu-se a Rufo em rebelião contra Júlio César, morrendo no ano seguinte no cerco de Compsa.